# 박산

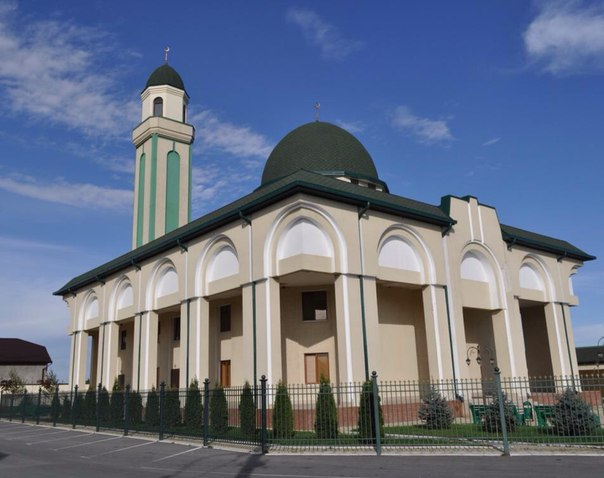

박산(러시아어: Бакса́н)은 카바르디노발카르 공화국 박산스키군의 중심지이다. 박산강(테레크강의 지류)이 흐른다. 이 도시는 로스토프나도누 - 바쿠 연결 지역에 위치해 있고, 날치크에서 남서쪽으로 24km지점에 위치해 있다.

## 박산의 유명한 사람들
- 알리 쇼겐추코프(Али Шогенцуков) - 카바르디노의 문학가
- 아담 쇼겐추코프(Адам Шогенцуков) - 시인